# Polanowice, Lubusz
Polanowice (germană Niemitzsch, în Limba sorabă: Němšk) este un sat în Polonia, situat în Voievodatul Lubusz, în județul Krosno, în orașul Gubin. În anii 1975-1998 localitatea a aparținut administrativ de regiunea Zielona Gora. Înainte de 1945, satul era parte din Germania.

## Istoric
Așezarea a apărut în vechime, în jurul anului 1000 sub numele german de Niempsi, ea fiind una din cele mai vechi sate din județul Guben, Brandenburg. Este probabil ca satul să fi aparținut în jurul anului 963 Marelui Gero. Satul a mai purtat numele de Niemitzsch sau Niemcza.  Între anii 1738 - 1740 s-a construit aici o biserică care nu a supraviețuit războiului, ea suferind avarii importante. Regele prusac Frederic al II-lea a campat în jurul satului în anul 1768. În anii 70 din secolul al XIX-lea rămășițele ei au fost demolate irevocabil. Cimitirul bisericii a avut o cruce de pocăință, dar după anul 1945 și cimitirul și crucea au fost demolate.
Între anii 1818 și 1867 se menționează în mod repetat în documentele vremii existența unei mori de vânt. În anul 1939 așezarea avea 143 de locuitori. Pe 26 iulie 1945, satul a fost sediul unui comandament militar al Companiei armate a Regimentului nr.38 condusă de locotenentul Francisc Milczuk. În noiembrie 1945 s-a construit un turn de veghe sub comanda lui Iosif Domaralski Chor.
Satul are o rețea de apă începând cu 2006/2007.
Regiunea Polanowice este cercetată de către o echipă de arheologi, începând din anul 1989 sub conducerea profesorului Grzegorz Domanski de la Universitatea din Wroclaw. Aici s-a descoperit una din cetățile cele mai valoroase din Voievodatul Lubusz.